# Altdeutsch-Rücken
Altdeutsch-Rücken (oft nur Altdeutsch oder Rückengleitzug  oder Rücken-Gleichschlag) ist eine Schwimmtechnik in Rückenlage. Dabei wird auf dem Rücken die Brustbeinschlagbewegung (Grätschschwung) in Kombination mit einem rückenkraulähnlichen Armzug, bei dem jedoch beide Arme zeitgleich bewegt werden, ausgeführt. Arme und Beine werden jeweils simultan und symmetrisch zur Körperlängsachse bewegt.
Der Bewegungsablauf beginnt mit dem Armzug, dem kompletten symmetrischen Durchziehen beider Arme unter Wasser in leicht abgewinkelter Haltung (Taucharmzug), beginnend hinter bzw. in Bewegungsrichtung vor dem Kopf in Richtung Hüfte. Kurz bevor die Arme auf Hüfthöhe aus dem Wasser genommen werden, beginnt der Grätschschwung. Mit dieser ruckartigen Beinbewegung wird zusätzlicher Vortrieb erzeugt. Zugleich können die Arme in gestreckter Rückenlage, über Wasser wieder in die Ausgangslage zurückgeführt werden.
Von außen betrachtet ähnelt die Technik der stoßweisen Fortbewegung von Tintenfischen. Aufgrund der kurzzeitigen Pausen im Bewegungsablauf (Erholungsphasen) können selbst ungeübte Schwimmer größere Strecken in Altdeutsch-Rücken-Technik zurücklegen. In dieser Technik finden heute keine Schwimmwettbewerbe mehr statt.
Das Altdeutsch-Rücken ist einfacher zu erlernen und zu kontrollieren als das populärere Rückenkraulen. Vor allem kann man sich beim Altdeutsch-Rücken auch während der Beinbewegungs- und der daran anschließenden Gleitphase leichter umschauen – in Schwimmrichtung auch durch leichtes Überdehnen des Nackens.